# 民眾神學
民眾神學形成自1970年代韓國基督徒爭取社會正義的經驗。這是一個人民的神學，“依據韓國的現實，發展福音在政治上的詮釋”。它是泛亞洲神學醞釀的一部分，但不是為了輸出而設計的。它“穩固地扎根在特殊情境下，並且出自那些同時擁抱自身歷史經驗與聖經普世啟示的基督徒中的掙扎。”
民眾神學由安炳茂在1970年代開啟，他通常被認為是民眾神學之父。民眾意味著共產主義中的無產階級，那些被更大的社會所排斥的人們。民眾神學以「神的形象」概念為基礎，由民眾「恨」的經驗開始，其社會政治主張最重要的部分就是“恨”和“釋恨”。民眾神學闡述了韓國人民是自己命運合法主人的思想，同時強調民族獨立與人權。
韓國民主化過程中的兩位政治領袖—金泳三（長老會信徒）和金大中（天主教徒）都支持民眾神學，兩人都參與反抗獨裁政府，經常被捕入獄。民眾神學一次具體實踐是在朴正熙主政時期，當時發生了幾次基督教徒要參與的社會運動，如天主教的農民運動和新教的城市產業工人運動，許多運動領導人遭到逮捕和羈押。

## 外部連結
- Philip L. Wickeri, (1985) Asian Theologies in Review, Theology Today （页面存档备份，存于）